# 地球外の地形の一覧
地球外の地形の一覧（ちきゅうがいのちけいのいちらん）は、地球以外の惑星・小惑星・衛星などにある地形について記された項目の一覧である。

## 水星
- 水星のクレーターの一覧 (en:List of craters on Mercury)
- 水星の地形一覧

## 金星
- 金星の地形一覧
- 金星のクレーターの一覧 (en:List of craters on Venus)
- 金星のコロナ地形の一覧 (en:List of coronae on Venus)
- 金星の山の一覧 (en:List of mountains on Venus)
  - マックスウェル山 - 金星最高峰
- 金星の陸地の一覧 (en:List of terrae on Venus)

## 月
- 月の海の一覧
- 月のクレーターの一覧 (en:List of craters on the Moon)
- 月の谷の一覧 (en:List of valleys on the Moon)
- 月の地形一覧
- 月の山の一覧

## 火星
- 火星の地形一覧
- 火星の運河の一覧 (en:List of Martian canals)
- 火星のカオス地形の一覧 (en:Areas of chaos terrain on Mars)
  - アラム・カオス
  - イアニ・カオス
- 火星のカズマ地形の一覧 (en:List of chasmata on Mars)
- 火星のクレーターの一覧 (en:List of craters on Mars)
  - イーグル
  - ベーア
  - メドラー
  - エアリー0 - 火星の本初子午線の定義
- 火星の谷の一覧 (en:List of valles on Mars)
  - マリネリス峡谷
- 火星の平原の一覧 (en:List of plains on Mars)
  - メリディアニ平原
- 火星の山の一覧 (en:List of mountains on Mars)
  - オリンポス山（約27,000 m） - 火星、太陽系最高峰
  - アルボル・トロス
  - アルバ・パテラ
  - エリシウム山
  - タルシス台地
    - タルシス三山
      - アスクレウス山
      - アルシア山
      - パヴォニス山

  - ビブリス・パテラ
- 火星の陸地の一覧 (en:List of terrae on Mars)
- 火星探査機から見えた地形の一覧 (en:List of Rocks on Mars, en:List of surface features of Mars seen by the Spirit rover, en:List of surface features of Mars seen by the Opportunity rover)
  - コロンビア・ヒルズ
- その他
  - 火星の人面岩
- 衛星
  - フォボス (en:List of features on Phobos and Deimos#Phobos)
  - ダイモス

## 木星
- イオ
  - イオの地形一覧 (en:List of geological features on Io)
  - イオの噴火口の一覧 (en:List of paterae on Io)
  - イオの山の一覧 (en:List of mountains on Io)
- エウロパ
  - エウロパのクレーターの一覧 (en:List of craters on Europa)
  - エウロパの線条地形の一覧 (en:List of lineae on Europa)
  - エウロパの地形一覧 (en:List of geological features on Europa)
- ガニメデ
  - ガニメデのクレーターの一覧 (en:List of craters on Ganymede)
  - ガニメデの地形一覧
  - ガニメデの地域一覧
- カリスト
  - カリストのクレーターの一覧 (en:List of craters on Callisto)
  - カリストの地形一覧
- その他の衛星 (en:List of geological features on Jupiter's smaller moons)
  - アマルテア
  - テーベ

## 土星
- ミマス
  - ミマスの地形一覧
- エンケラドゥス (en:List of geological features on Enceladus)
  - エンケラドゥスの地形一覧
- テティス
  - テティスの地形一覧
- ディオネ (en:List of geological features on Dione)
  - ディオネの地形一覧
- レア (en:List of geological features on Rhea)
  - レアの地形一覧
- タイタン
  - タイタンの地形一覧
    - 四国 - 形が四国に似ている事から名づけられた地名。
- ヒペリオン (en:List of geological features on Hyperion)
  - ヒペリオンの地形一覧
- イアペトゥス
  - イアペトゥスの地形一覧
- その他の衛星 (en:List of geological features on Saturn's smaller moons)
  - フェーベ
  - ヤヌス
  - エピメテウス

## 天王星
- アリエル
  - アリエルの地形一覧
- ウンブリエル (en:List of craters on Umbriel)
- チタニア (en:List of geological features on Titania)
- オベロン (en:List of geological features on Oberon)
- ミランダ
  - ミランダの地形一覧
- パック (en:List of craters on Puck)

## 海王星
- トリトン
  - トリトンの地形一覧
- プロテウス (en:List of craters on Proteus)

## 小惑星
- イダ
  - ダクティル
    - イダとダクティルの地形一覧
- マティルド
  - マティルドの地形一覧
- エロス
  - エロスの地形一覧
- ガスプラ
  - ガスプラの地形一覧
- イトカワ